# Джоаннопулос, Джон
Джон Дими́трис Джоанно́пулос (англ. John Dimitris Joannopoulos; род. 26 апреля 1947, Нью-Йорк, Нью-Йорк, США — 17 августа 2025) — американский учёный-физик, специалист в области теории конденсированного состояния и один из пионеров в области фотонных кристаллов. Профессор физического факультета Массачусетского технологического института (MIT), директор Института солдатских нанотехнологий при MIT. Член Американского физического общества (1983), Американской ассоциации содействия развитию науки (2002) и Национальной академии наук США (2009). Лауреат Премии имени Дэвида Адлера (1997) и Премии имени Макса Борна (2015).

## Биография
Родился в греческой семье.
Окончил Калифорнийский университет в Беркли со степенями бакалавра (1968) и доктора философии в области физики (1974).
Ассистент-профессор (1974), ассоциированный профессор (1978), профессор (1983) и именной профессор (1996) физического факультета MIT.
С 2006 года — директор Института солдатских нанотехнологий (англ. Institute for Soldier Nanotechnologies).
Руководитель исследовательской группы «Ab-Initio Physics» в MIT.
Автор многочисленных статей в реферируемых научных журналах и трёх учебников по фотонным кристаллам.
Обладатель более 80 патентов.
Соучредитель стартапов OmniGuide, Luminus Devices, WiTricity и Typhoon HIL.
Лауреат ряда престижных наград и премий.